# Bill Mumy
Charles William Mumy Jr. (/ˈmuːmi/; n. 1 februarie 1954, San Gabriel⁠(d), California, SUA) este un actor american, muzician, instrumentist, actor de voce, autor și o personalitate în comunitatea science-fiction. El a devenit important în anii '60 ca actor copil, când a fost creditat ca Billy Mumy, o epocă care a inclus apariții în emisiunile de televiziune Zona crepusculară și Alfred Hitchcock prezintă..., precum și co-vedetă în Dragă Brigitte, urmat de un iconic rol de trei sezoane în rolul lui Will Robinson în seria SF CBS din anii 1960, Pierduți în spațiu. 
Ulterior a apărut ca adolescentul singur Sterling North în filmul Disney Rascal (1969). El a jucat rolul Teft în filmul Binecuvântați animalele și copiii (1971). 
În anii 1990, a interpretat rolul lui Lennier în toate cele cinci sezoane ale serialului SF de televiziune Babylon 5. 
Mumy este cunoscută și pentru cariera sa muzicală ca de exemplu chitarist, cântăreț și compozitor: a fost nominalizat  la premiile Emmy pentru muzica originală în Adventures in Wonderland (1991).

## Filmografie
| An      | Titlu                                    | Rol                           | Note                                        |
| ------- | ---------------------------------------- | ----------------------------- | ------------------------------------------- |
| 1959    | The Jack Benny Program                   | 34 Lb Boy                     | Episodul: "Jack Goes to the Airport"        |
| 1961    | The Twilight Zone                        | Billy Bayles                  | Episodul: "Long Distance Call"              |
| 1961    | The Twilight Zone                        | Anthony Fremont               | Episodul: "It's a Good Life"                |
| 1962    | House Guest                              | Tony Mitchell                 |                                             |
| 1962    | Walt Disney's Wonderful World of Color   | Petey Loomis                  | Episodul: "Sammy, the Way-Out Seal"         |
| 1963    | A Child Is Waiting                       | Boy counting Jean's pearls    |                                             |
| 1963    | A Ticklish Affair                        | Alex Martin                   |                                             |
| 1963    | Palm Springs Weekend                     | 'Boom Boom' Yates             |                                             |
| 1963    | The Twilight Zone                        | Young Pip Phillips            | Episodul: "In Praise of Pip"                |
| 1963    | Perry Mason                              | Miles Jefferson               | Episodul: "The Case of the Shifty Shoebox"  |
| 1964    | Bewitched                                | Orphan Boy                    | Episodul: "A Vision of Sugar Plums"         |
| 1964    | The Adventures of Ozzie and Harriet      | Billy                         | 3 episoade                                  |
| 1965    | The Virginian                            | Willy                         |                                             |
| 1965    | Dragă Brigitte (Dear Brigitte)           | Erasmus Leaf                  |                                             |
| 1965    | I Dream of Jeannie                       | Custer                        | Episodul: "Whatever Became of Baby Custer?" |
| 1965    | The Munsters                             | Googie Miller                 | Episodul: "Come Back Little Googie"         |
| 1965    | Bewitched                                | Darrin the Boy                | Episodul: "Junior Executive"                |
| 1965–68 | Lost in Space                            | Will Robinson                 | 84 episoade                                 |
| 1968    | Wild in the Streets                      | Boy                           | nemenționat                                 |
| 1969    | Rascal                                   | Sterling North                |                                             |
| 1970    | Here Come the Brides                     | Simon Bill                    | Episodul: "Break the Bank of Tacoma"        |
| 1971    | Binecuvântați animalele și copiii        | Teft                          |                                             |
| 1973    | Papillon                                 | Lariot                        |                                             |
| 1974    | The Rockford Files                       | Nick Butler                   | "Backlash of the Hunter" (pilot)            |
| 1975    | Sunshine                                 | Weaver                        | 15 episoade                                 |
| 1983    | Twilight Zone: The Movie                 | Tim (Segment #3)              |                                             |
| 1984    | Hard to Hold                             | Keyboard Player               |                                             |
| 1988    | Matlock                                  | Dr. Irwin Bruckn              |                                             |
| 1990    | Captain America                          | Young General Fleming         |                                             |
| 1991    | The Flash                                | Roger Braintree               |                                             |
| 1991–92 | Superboy                                 | Tommy Puck                    | 3 episoade                                  |
| 1994    | Animaniacs                               | The Farmer (voice)            |                                             |
| 1994    | The Ren & Stimpy Show                    | Dr. Brainchild (voce)         |                                             |
| 1994–98 | Babylon 5                                | Lennier                       | 109 episoade                                |
| 1995    | Batman: The Animated Series              | The Fox/Warren Lawford (voce) |                                             |
| 1997    | The Weird Al Show                        | UPS guy                       |                                             |
| 1997    | Space Ghost Coast to Coast               | Rolul său (voce)              |                                             |
| 1998    | Star Trek: Deep Space Nine               | Kellin                        | Episodul: "The Siege of AR-558"             |
| 2000    | Buzz Lightyear of Star Command           | Eon                           | 2 episoade                                  |
| 2003    | The Twilight Zone: Series                | Adult Anthony Fremont         | Episodul: "It's Still A Good Life"          |
| 2004    | Comic Book: The Movie                    | Rolul său                     | Video                                       |
| 2005    | Holly Hobbie and Friends: Surprise Party | Bud Morris (voice)            | Direct pe DVD                               |
| 2009    | The Bolt Who Screwed Christmas           | Knob Ratchett                 | Scurtmetraj cinematografic                  |
| 2013–14 | Bravest Warriors                         | Beth's father (voice)         | Web Serial 4 episoade                       |
| 2014    | Transformers: Rescue Bots                | Vigil (voice)                 | 2 episoade                                  |
| 2018    | The Loud House                           | Timothy "Tim" McCole (voice)  | Episodul: "A Fridge Too Far"                |
| 2018    | Lost in Space (2018)                     | Dr. Z. Smith                  | Episodul: "Impact" (cameo)                  |